# Rezolucja Rady Bezpieczeństwa ONZ nr 1753
Rezolucja Rady Bezpieczeństwa ONZ nr 1753 została przyjęta 27 kwietnia 2007 podczas 5668. posiedzenia Rady.
Rezolucja znosi embargo na import diamentów z Liberii, nałożone wcześniej w rezolucji nr 1521. Jednocześnie zachęca do podjęcia przygotowań do objęcia Liberii tzw. procesem z Kimberley (jest to system certyfikacji pochodzenia diamentów, mający zapobiegać ich eksportowi przez rozmaite grupy rebelianckie i przestępcze). W tekście znajdujemy także ostrzeżenie, iż w przypadku nie przystąpienia do procesu, embargo może zostać przywrócone. 